# Tamiła Taszewa
Tamiła Rawiliwna Taszewa (ukr. Таміла Равілівна Ташева; ur. 1 sierpnia 1985 w Samarkandzie) – ukraińska działaczka społeczna i polityczka, od 25 kwietnia 2022 roku do 4 grudnia 2024 roku pełniła funkcję Stałego Przedstawiciela Prezydenta Ukrainy w Autonomicznej Republice Krymu.

## Życiorys
Urodziła się 1 sierpnia 1985 roku w Samarkandzie, w Uzbeckiej SRR, ZSRR, w deportowanej rodzinie Tatarów krymskich. W 1991 roku wróciła z rodziną na Krym i zamieszkała w Symferopolu. Mimo że miała wtedy 5 lat, w wywiadzie wspomina to jako radosne i podniosłe wydarzenie. Ówczesne władze utrudniały odzyskanie ziemi i zdobycie pracy Tatarom. Istniały również napięcia między ludnością pochodzenia rosyjskiego i tatarskiego. Taszewa wspomina sprzeczkę w szkole na gruncie narodowościowym, która zakończyła się bójką. W wywiadzie mówiła również o wrogim stosunku nauczycieli do Tatarów krymskich.
Ukończyła studia na Wydziale Języków Wschodnich na Tawrijskim Uniwersytecie Narodowym. Na studiach dołączyła do Młodzieżowego Centrum Tatarów Krymskich, gdzie organizowała wydarzenia kulturalne.
Brała udział w Pomarańczowej rewolucji i organizowała wiece na Krymie. Poznała wówczas członków Fundacji Inicjatyw Regionalnych, a niedługo po protestach kierowała krymskim oddziałem tej organizacji.
W 2006 roku odbyła staż w Radzie Najwyższej Ukrainy i została asystentką posłanki Łesi Orobeć. Pracowała później również jako analityczka partii Nasza Ukraina Wiktora Juszczenki, choć później wróciła do zespołu Orobeć.
W 2010 roku objęła stanowisko kierownicze w wydawnictwie Nasz Format. Później została kierownikiem ds. PR zespołu TIK.

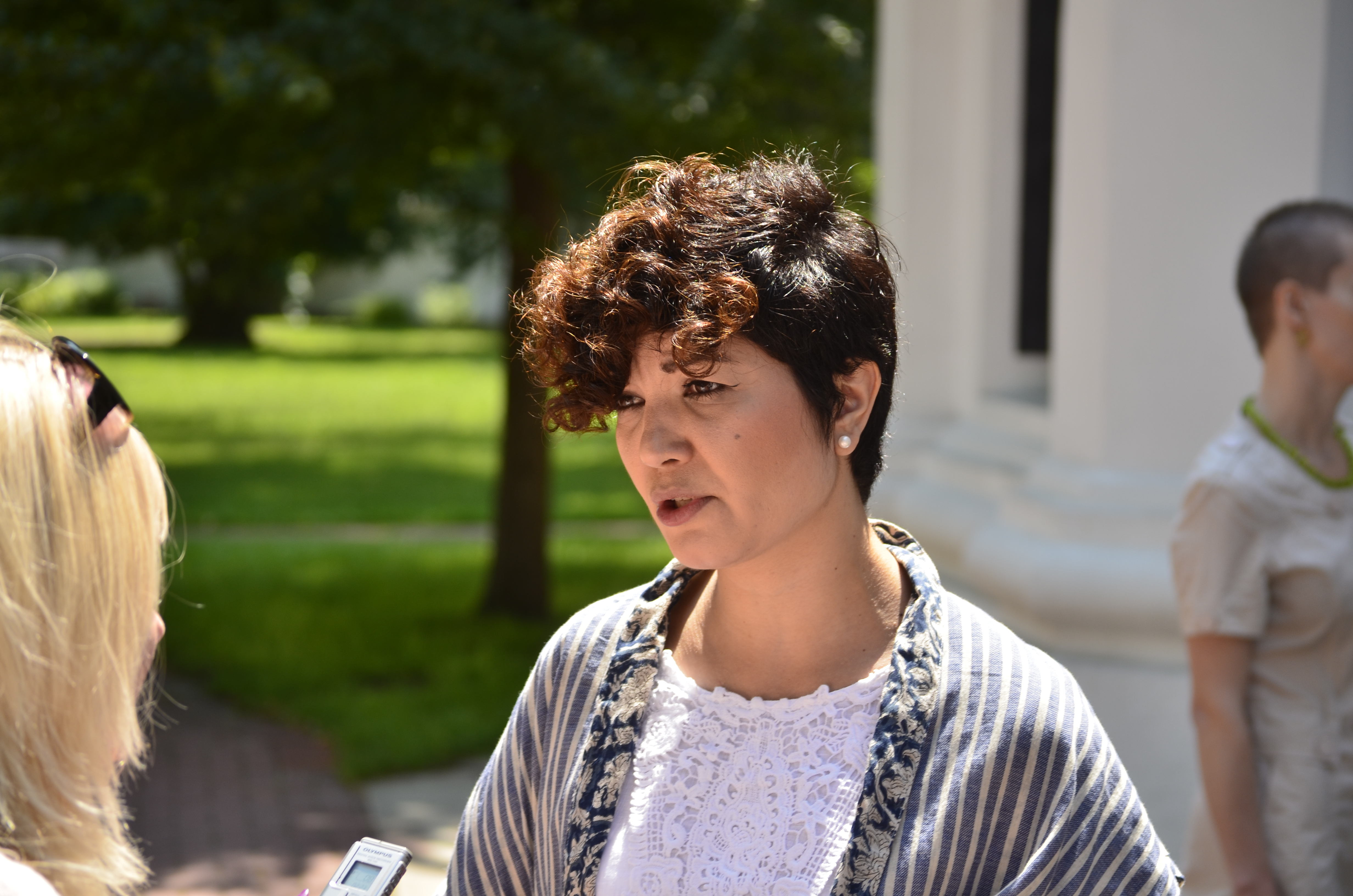
Podczas konferencji prasowej w 2015 roku, konkurs Zabytki Ukrainy Krymskiej

W grudniu 2013 roku Taszewa wzięła udział w Rewolucji Godności i demonstracjach przeciwko reżimowi Wiktora Janukowycza. Była wówczas wolontariuszką w szpitalu Euromajdanu.
Zimą 2014 roku Taszewa wraz z kilkoma innymi działaczami stworzyła stronę na Facebooku CrimeaSOS, która relacjonowała wydarzenia poprzedzające aneksję Krymu przez Rosję. Na początku marca aktywiści otworzyli infolinię dla osób ubiegających się o azyl w pokojowych rejonach kraju. Niedługo potem CrimeaSOS przekształciła się w szeroką sieć wolontariatu, która zaczęła również udzielać pomocy mieszkańcom Strefy konfrontacji rosyjsko-ukraińskiej w Donbasie. Ostatecznie CrimeaSOS stał się pełnoprawną organizacją publiczną zatrudniającą prawników i zajmującą się m.in. tworzeniem praw dla przesiedleńców.
W wyborach parlamentarnych w 2019 roku Taszewa kandydowała do Rady Najwyższej Ukrainy z list partii Głos. Startowała z 26. miejsca na liście i nie udało się jej otrzymać mandatu.
25 października 2019 roku prezydent Wołodymyr Zełenski powołał Taszewę na zastępcę swojego przedstawiciela dla Krymu. 25 kwietnia 2022 roku Taszewa została awansowana na nowego Stałego Przedstawiciela Prezydenta Ukrainy w Autonomicznej Republice Krym, zastępując Antona Korynewycza. Funkcję tę pełniła do 4 grudnia 2024 roku. Jej następczynią została Olha Kuryszko.
Po rosyjskiej inwazji na Ukrainę pozostała aktywna w śledzeniu losów Ukraińców i Tatarów krymskich pozostających na Półwyspie Krymskim.

## Nagrody
- W 2016 roku otrzymała medal „25 lat niepodległości Ukrainy”. Medal dostała jako przewodnicząca zarządu organizacji „Krym SOS” (Крим SOS)[5].
- 20 lutego 2019 roku została odznaczona Orderem Księżnej Olgi za odwagę obywatelską, bezinteresowną obronę konstytucyjnych zasad demokracji, praw i wolności człowieka, ujawnionych podczas Rewolucji Godności oraz za owocną działalność publiczną i wolontariacką[3][4].
- 25 października 2019 roku Tamiła Taszewa została laureatką polskiej nagrody im. Sergio Vieira di Mello w kategorii „Osobowość”[13][14][15].